# Zaborje (rejon rudniański)
Zaborje (ros. Заборье) – wieś (ros. деревня, trb. dieriewnia) w zachodniej Rosji, w osiedlu wiejskim Pieriewołoczskoje rejonu rudniańskiego w obwodzie smoleńskim.

## Geografia
Miejscowość położona jest nad jeziorem Witrino, 2 km od granicy z Białorusią, przy drodze regionalnej 66N-1609 (R120 – Stai – Zaborje), 7,5 km od drogi federalnej R120 (Orzeł – Briańsk – Smoleńsk – granica z Białorusią), 6 km od centrum administracyjnego osiedla wiejskiego (Pieriewołoczje), 10 km od centrum administracyjnego rejonu (Rudnia), 70 km od Smoleńska.
W granicach miejscowości znajdują się ulice: 9 Maja, Centralnaja, Centralnyj pierieułok, Dacznaja, Drużby, Kołchoznyj pierieułok, Oziornaja, Oziornyj 1-yj pierieułok, Oziornyj 2-oj pierieułok, Pobiedy, Sołniecznaja, Tienistaja.

## Demografia
W 2010 r. miejscowość zamieszkiwało 65 osób.

## Historia
W czasie II wojny światowej od lipca 1941 roku dieriewnia była okupowana przez hitlerowców. Wyzwolenie nastąpiło w październiku 1943 roku.
Uchwałą z dnia 20 grudnia 2018 roku w skład jednostki administracyjnej Pieriewołoczskoje weszły wszystkie miejscowości (w tym Zaborje) osiedla wiejskiego Krugłowskoje.